# Alaranea
Alaranea is een geslacht van spinnen uit de  familie van de Cyatholipidae.

## Soorten
- Alaranea alba Griswold, 1997
- Alaranea ardua Griswold, 1997
- Alaranea betsileo Griswold, 1997
- Alaranea merina Griswold, 1997